# Pavetta talbotii
Pavetta talbotii är en måreväxtart som beskrevs av Herbert Fuller Wernham. Pavetta talbotii ingår i släktet Pavetta och familjen måreväxter. Inga underarter finns listade i Catalogue of Life.